# Арена Химки
«Аре́на Хи́мки» — футбольный стадион, расположенный в городе Химки, Московская область. Предназначен для проведения футбольных матчей (беговые дорожки отсутствуют). Построен на месте старого стадиона «Новатор».
«Арена Химки» — самый крупный стадион Московской области. В 2012 году стадиону повторно присвоен сертификат соответствия первой категории, разряда «А» сроком на два года и два месяца. Минспорта России внёс стадион во Всероссийский реестр объектов спорта. С начала эксплуатации арены многие эксперты хорошо отзывались о качестве газона. Стадион является первым в России, на котором используется голландская технология ухода за газоном. Эту же технологию используют на своих стадионах лучшие футбольные клубы Европы — «Реал», «Арсенал», «Челси», «Аякс».
С 2008 по 2009 год являлся домашним стадионом футбольного клуба «Химки». С 2009 до мая 2019 года использовался как домашний стадион московского «Динамо», так как домашняя арена клуба находилась на реконструкции. С 2010 по 2016 год он также являлся домашним стадионом московского ЦСКА. За 2015 год арена приняла 42 матча, что стало рекордом среди стадионов аналогичного уровня.
За восьмилетнюю историю на поле стадиона в качестве хозяев выходили и женские футбольные клубы, и происходило возвращение на поле ФК «Химки» в рамках матчей Кубка России и ФНЛ, одну еврокубковую игру на арене играл и московский «Спартак».
В сентябре 2014 года произошло знаменательное и долгожданное событие — на поле «Арены Химки» состоялись два матча сборной России по футболу, которые завершились победой россиян над командами Азербайджана и Лихтенштейна.
По результатам работы за 2011 год «Арена Химки» была признана лучшим спортивным сооружением Подмосковья, за что была награждена переходящим вымпелом от Губернатора Московской области.
«Арена Химки» является членом ESSMA (Европейской ассоциации по управлению стадионами и безопасности).
Наряду с футбольными стадионами «Арена Химки», «Родина», «Новые Химки» входит в структуру АУ «Арена Химки».

## История стадиона

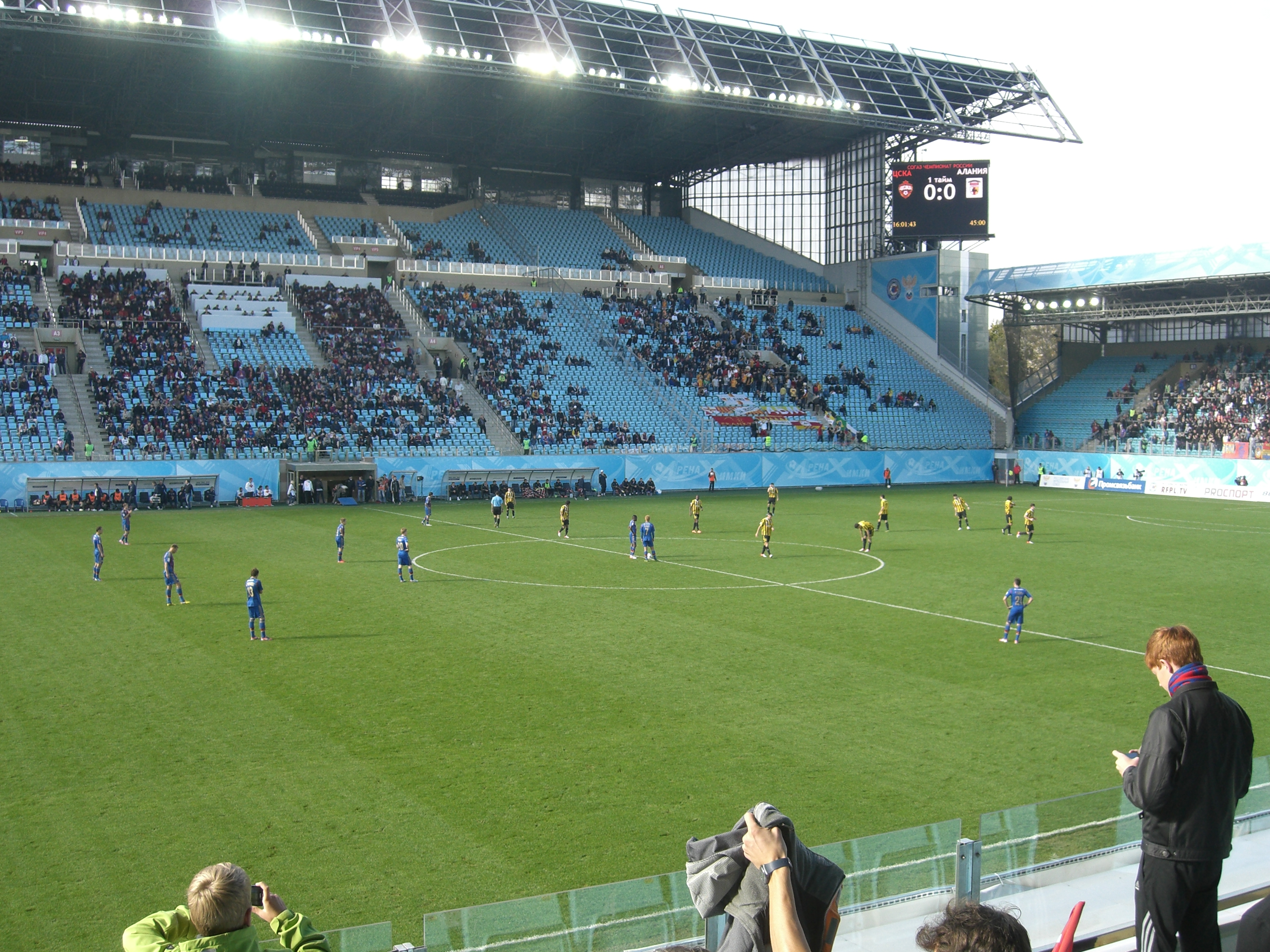
«Арена Химки» внутри (2012 год)

В 1965 году на берегу канала имени Москвы, рядом с МКАД, был построен стадион «Новатор» вместимостью 5100 человек. Первым важным мероприятием, проведённым на арене, стал состоявшийся в 1970 году матч сборной ветеранов СССР. В 1978 году несколько игр на «Новаторе» провела «Красная Пресня», которая тогда выступала во второй футбольной лиге СССР. В 1980 году на стадионе прошла первая международная встреча — между «Красной Пресней» и болгарским «Левски-Спартаком». В середине 80-х годов «Новатор» стал домашним стадионом для дублирующих составов «Динамо» и «Спартака».
В середине 90-х годов, когда в Химках был образован футбольный клуб «Химки», на стадионе были построены две VIP-трибуны с пластиковыми сидениями на 160 мест, отремонтирована основная трибуна, смонтировано электронное табло и установлено электроосвещение на 600 люкс.
В 2005 году было принято решение о реконструкции «Новатора» и возведении на его месте футбольного стадиона, который бы отвечал всем требованиям, предъявляемым к инфраструктуре современных арен. Изначально вместимость стадиона составляла 12 000 зрителей — в проекте отсутствовала Восточная трибуна, но уже в ходе строительства проект пересмотрели, и было принято решение о возведении дополнительной трибуны, вследствие чего общая вместимость стадиона увеличилась до 18 000 зрителей.
Стадион «Арена Химки» соответствует требованиям УЕФА, РФС, РФПЛ. На нём могут проводиться матчи любого уровня всероссийских соревнований, а также международные матчи под эгидой УЕФА вплоть до полуфиналов Лиги Чемпионов и Лиги Европы.
Над каждой трибуной есть навесы, защищающие зрителей от осадков, на Западной («А») и Восточной («С») трибунах установлены пластиковые антивандальные сидения, а на Северной («В») и Южной («D») — металлические. Проход на стадион осуществляется через 21 входную группу с использованием современной турникетной системы SKIDATA (32 полноростовых турникета).
На Западной трибуне располагаются шесть VIP-секторов, три из которых повышенной комфортности, ложа-прессы, рассчитанная на 150 представителей СМИ. На Восточной трибуне расположены четырнадцать бизнес-лож, каждая из которых вмещает от 15 до 39 человек.
Для ухода и контроля за состоянием газона на «Арене Химки» — используется система SGL.
На территории стадиона располагаются также двухуровневая парковка на 450 мест и Учебно-тренировочный центр — база ФК «Химки».
Стадион «Арена Химки» наряду со стадионами «Родина», «Новые Химки» и Баскетбольным Центром «Химки» входит в структуру АУ «Арена Химки».
В июле 2025 года натуральный газон поля был заменён на искусственный.

## Матчи сборной России по футболу
| № | Дата       | Соперник    | Результат | Статус                                              |
| - | ---------- | ----------- | --------- | --------------------------------------------------- |
| 1 | 03.09.2014 | Азербайджан | 4:0       | Товарищеский матч                                   |
| 2 | 08.09.2014 | Лихтенштейн | 4:0       | Отборочный турнир на чемпионат европы 2016, 1-й тур |
| 3 | 31.03.2015 | Казахстан   | 0:0       | Товарищеский матч                                   |
| 4 | 07.06.2015 | Беларусь    | 4:2       | Товарищеский матч                                   |

## Характеристика
- Период строительства: декабрь 2005 — сентябрь 2008[20]
- Площадь территории стадиона: 4,1 га[21]
- Самая высокая точка стадиона: 43,5 метра
- Размер игрового поля: 105х68 метров, газон натуральный, система Grass Master
- Мощность освещения: 2140 люкс (176 прожекторов)
- Светодиодное видеотабло: 2 штуки площадью 65 м² каждое

Вместимость:
- Общее количество мест для зрителей — 18 636
- Гостевой сектор вмещает 2660 зрителей
- 3 сектора VIP общей вместимостью 300 человек
- Зона «гостеприимства» для VIP гостей 650 м²
- 14 бизнес-лож общей вместимостью 350 человек
- 120 мест для людей с ограниченными возможностями и их сопровождающих

Зона прессы:
- Общая площадь зоны пресс-центра 850 м² (без учёта «смешанной зоны»)
- Ложа прессы — 200 мест
- Зал для пресс-конференций рассчитан на 150 человек
- 27 стационарных мест для подключения телевизионных камер

Вход на стадион:
- Общее количество групп входа — 21. Из них 14 групп входа оборудованных полноростовыми турникетами,

4 отдельных входа для VIP гостей, 1 зона доступа на пандус для инвалидов, а также отдельных вход для представителей СМИ.
- Турникеты SKIDATA — 36 штук
- Полная заполняемость стадиона — менее чем за 40 минут.

Безопасность:
- 176 камер видеонаблюдения, установленных в чаше стадиона и по его периметру
- Экстренная эвакуация может быть осуществлена за 8 минут

15 стационарных точек питания
240 м² — площадь каждой из раздевалок команд.

## Хронология
- 1965 год — построен предшественник «Арены Химки» стадион «Новатор».
- Декабрь 2005 года — начало реконструкции стадиона «Новатор».
- 20 сентября 2008 года — торжественная церемония открытия стадиона. Первый матч на новом стадионе. В этом матче «Химкам» противостоял «Сатурн». Первый гол в этом матче забил словацкий нападающий «Химок» Мартин Якубко. Матч закончился со счётом 2:1 в пользу команды «Химки».
- 31 мая 2009 года впервые за пределами Москвы — на «Арене Химки» был проведён финал Кубка России 2008/2009. В финале встретились «Рубин» (Казань) и ЦСКА (Москва). Матч закончился со счётом 1:0 в пользу ЦСКА.
- 5 августа 2009 года — впервые сыгран матч 3-го квалификационного раунда Лиги Чемпионов между «Динамо» и «Селтик». Шотландская команда выиграла 0:2.
- 30 сентября 2010 года — Стадион «Арена Химки» впервые принял матч группового этапа Лиги Европы УЕФА. В этой игре ПФК ЦСКА крупно, со счётом 3:0, обыграл чешскую «Спарту».
- 9 ноября 2011 года — впервые на «Арене Химки» был проведён ответный матч 1/8 женской Лиги чемпионов. В матче встретились «Россиянка» (Красноармейск) и Энергия (Воронеж). Матч закончился со счётом 3:3. По сумме 2-х встреч со счётом 7-3 дальше прошла «Россиянка».
- 17 ноября 2012 года во время матча между «Динамо» и «Зенитом» с гостевого сектора была брошена петарда, которая оглушила вратаря «Динамо» Антона Шунина. Матч был прерван главным судьёй матча, а «Зениту» засчитали техническое поражение 0:3.
- 8 сентября 2014 года сборная Россия победила сборную Лихтенштейна 4-0 в рамках отборочного цикла к Евро-2016.
- Осенью 2013 года стадион впервые принял матчи группового турнира Лиги чемпионов (2013/14: ЦСКА — «Манчестер Сити» и ЦСКА — «Бавария»)[12]. На групповом этапе Лиги чемпионов ЦСКА проводил здесь матчи также в 2014 (вновь против «Баварии» и «Манчестер Сити»[22], а также с «Ромой») и 2015 годах (с ПСВ, «Манчестер Юнайтед» и «Вольфсбургом»).
- 2 июня 2016 года стадион впервые принял матч женской национальной сборной. Игра против команды Турции завершилась со счётом 2 — 0 в пользу хозяек поля.
- В сезоне 2016/2017 стадион принимал матчи московского «Динамо» в ФНЛ.